# NGC 6369
NGC 6369は、へびつかい座の惑星状星雲である。ウィリアム・ハーシェルが発見した。「小さな幽霊星雲」(Little Ghost Nebula)とも呼ばれる。
丸く惑星の形であり、比較的暗い。惑星状星雲は、惑星とは全く関連がないが、その代り太陽のような恒星の生涯の最後に、外層が吹き飛ばされて核が縮んで白色矮星となり、形成される。
星雲の中心付近に見える白色矮星は、強烈な紫外線を放出し、星雲の成長にエネルギーを与える。星雲の環構造は、直径約1光年で、電離した酸素、水素、窒素はそれぞれ青色、緑色、赤色に光る。